# Sphodromantis rubrostigma
Sphodromantis rubrostigma é uma espécie de louva-a-deus da família dos Mantidae, sendo encontrados no Quênia e Tanzânia.